# Wilhelm Killing

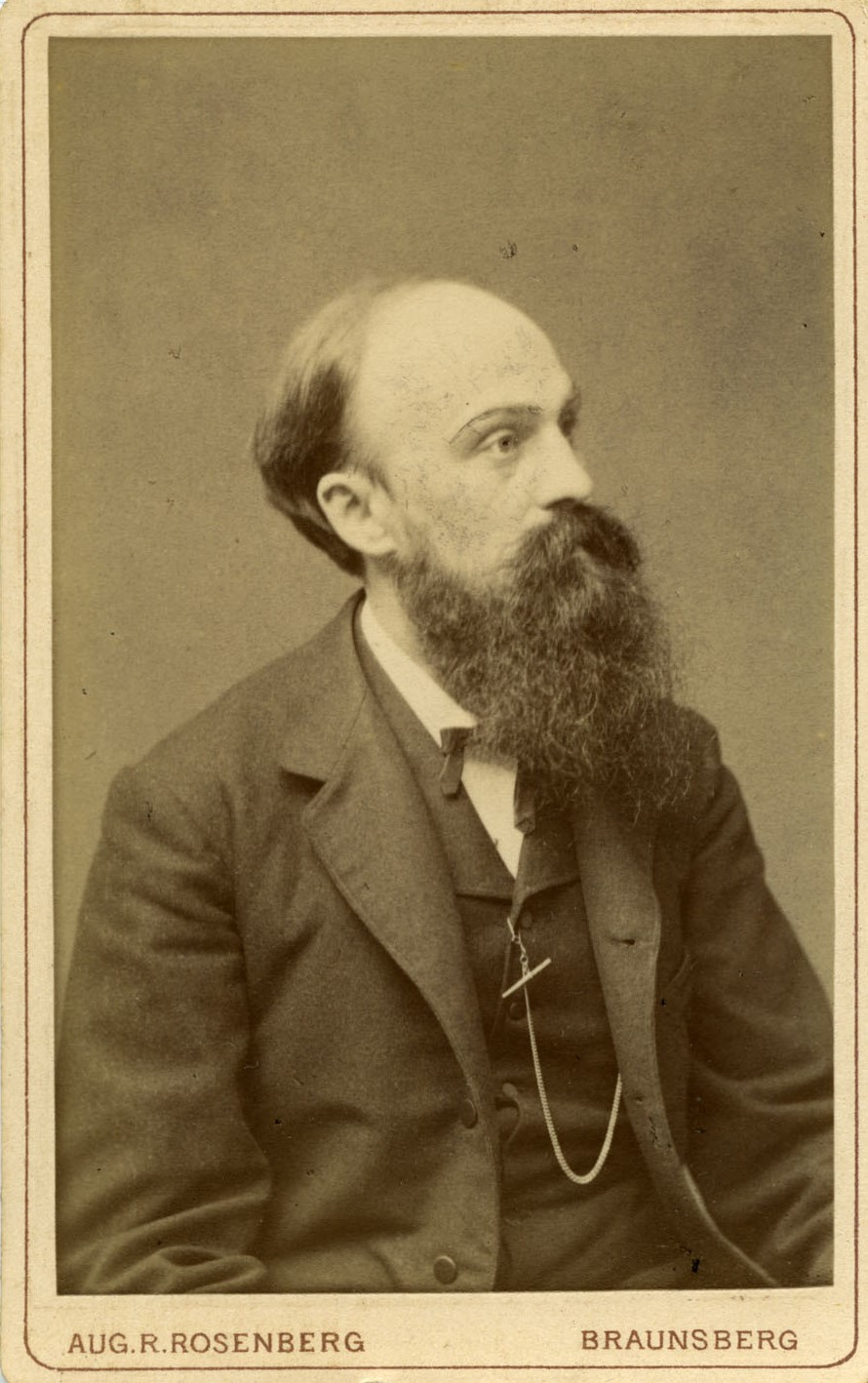
Wilhelm Killing

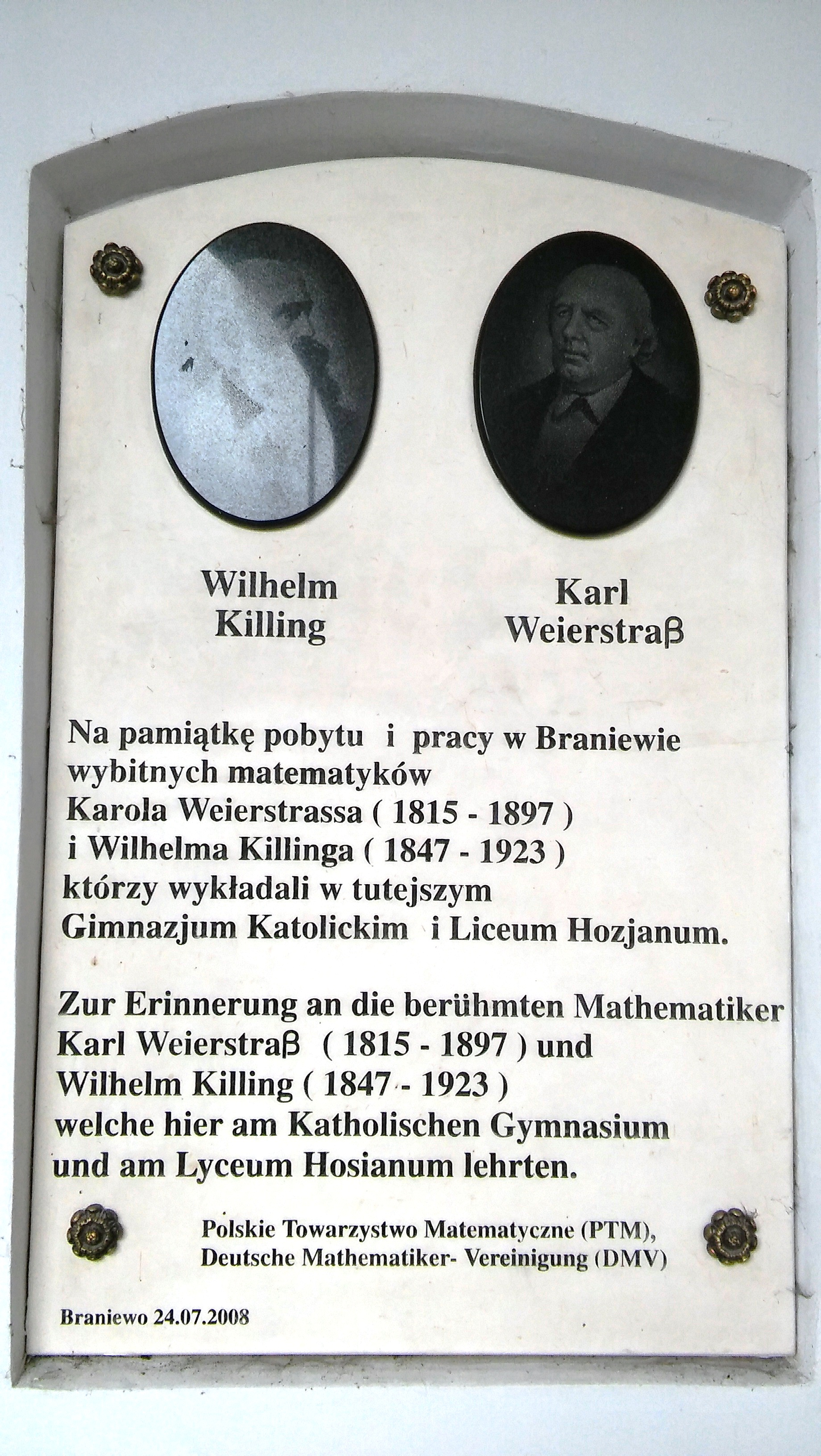
Wilhelm Killing auf der Ehrentafel Lyceum Hosianum in Braniewo

Wilhelm Killing (* 10. Mai 1847 in Burbach bei Siegen; † 11. Februar 1923 in Münster) war ein deutscher Mathematiker.

## Leben
Killings Vater war zuerst Gerichtssekretär und hatte eine Reihe von Bürgermeisterposten inne, so dass die Familie mehrmals umzog. Killing wurde schon auf dem Gymnasium in Brilon, wo er eine Ausbildung in klassischen Sprachen erhielt, von seinem Lehrer für die Geometrie begeistert. Er begann sein Studium der Mathematik im Wintersemester 1865/66 in Münster, wo er sich überwiegend durch das Studium der Werke von Plücker, Hesse und der Disquisitiones Arithmeticae von Carl Friedrich Gauß selbst fortbildete, und setzte es zum Wintersemester 1867/68 in Berlin bei Ernst Eduard Kummer, Hermann von Helmholtz und Karl Weierstraß fort. Killing wurde Mitglied bei der katholischen Studentenverbindung KDStV Sauerlandia Münster im CV und später auch noch Ehrenmitglied der VKDSt Saxonia Münster im CV. Im März 1872 wurde Killing bei Weierstraß mit einer Arbeit Der Flächenbüschel zweiter Ordnung über die Anwendung der Elementarteiler einer Matrix auf die Flächentheorie promoviert.
1873 bis 1878 unterrichtete er an Berliner Schulen (Friedrichwerdersches Gymnasium und katholische St.-Hedwig-Schule), ab 1878 an seinem heimatlichen Gymnasium in Brilon und ab 1882 als Mathematikprofessor am Lyceum Hosianum in Braunsberg (von Weierstraß empfohlen), wo er am Ende Rektor war. Während seiner Gymnasiallehrerzeit publizierte er auch schon – trotz mathematischer Isolation und starker Inanspruchnahme durch den Lehrbetrieb – er unterrichtete neben Mathematik auch andere Fächer wie Latein und Griechisch – ab 1880 über nichteuklidische Geometrien in beliebigen Dimensionen. Sein Buch Die nicht-euklidischen Raumformen in analytischer Behandlung erschien 1885. Im gleichen Jahr 1885 wurde er zum Mitglied der Leopoldina gewählt.
1892 wurde er Professor an der Westfälischen Wilhelms-Universität in Münster, wo er von 1897 bis 1898 auch Rektor war. Killing war ein tiefreligiöser Katholik und trat mit 39 Jahren zusammen mit seiner Frau Anna dem Dritten Orden der Franziskaner bei. Er war seit 1875 verheiratet und hatte zwei Töchter und vier Söhne, die aber alle vor ihm starben (zwei als Kinder, einer 1910 während er sich für Musikgeschichte habilitierte, ein anderer 1918 im Ersten Weltkrieg).
In seiner Forschung über Nicht-Euklidische Raumformen erfand Killing unabhängig von Sophus Lie (der diese um 1870 bei Untersuchungen über Differentialgleichungen fand) die Lie-Algebren, auf deren Klassifikation er diejenige der nichteuklidischen Raumformen zurückführen wollte. Er führte zu seiner Klassifikation der (halbeinfachen reellen) Lie-Algebren die Cartan-Subalgebra, die Cartan-Matrix und die Idee des Wurzelsystems ein. Den Anfang seiner Untersuchungen machte er im Jahrbuch des Lyceum Hosianum von 1884. Er schickte eine Kopie an Felix Klein, der ihn erst über die parallelen Untersuchungen von Lie informierte. Killing schrieb auch an Lie, der zunächst nicht antwortete und ihm erst auf nochmaliges Drängen leihweise Separatdrucke seiner Arbeiten schickte, nachdem ihm Killing versichert hatte, nur an Geometrie interessiert zu sein und ihm keine Konkurrenz bei Anwendungen auf Differentialgleichungen machen zu wollen. Dabei kam er auch in Kontakt mit dem Assistenten von Lie, Friedrich Engel, mit dem er ab 1885 in einen regen Briefwechsel trat. Engel ermunterte ihn zu weiteren Untersuchungen, und in einer Reihe von vier Arbeiten in den Mathematischen Annalen 1888 bis 1890 (Die Zusammensetzung der stetigen endlichen Transformationsgruppen) legte Killing dann seine Klassifikation dar. Mit dabei waren die exzeptionellen Lie-Algebren, die er erst im Mai 1887 entdeckte.
Mit seiner Klassifikation der Lie-Algebren führte er eines der frühesten Klassifikationsprogramme der Algebra durch (bald darauf folgten im 19. Jahrhundert Resultate über die Klassifikation von Algebren und Gruppen). Seine Klassifikation der Lie-Algebren stand lange Zeit im Schatten der später (in dessen Dissertation 1894) durchgeführten Arbeit von Élie Cartan, der Killings Klassifikation vereinfachte, verallgemeinerte und ergänzte, z. B. um explizite Darstellungen der exzeptionellen Liegruppen, sich aber in seinen Publikationen ausdrücklich auf Killing bezog. 1900 erhielt Killing als zweiter nach Sophus Lie den Lobatschewski-Preis.
Auf Killing geht auch die Bezeichnung charakteristische Gleichung einer Matrix zurück. Killing schrieb eine Reihe von Lehrbüchern über Geometrie und Elementarmathematik.
Siehe auch: Killing-Vektorfeld

## Schriften
Monographien
- Einführung in die Grundlagen der Geometrie. 2 Bände. 1893.
- Lehrbuch der analytischen Geometrie in homogenen Koordinaten. 2 Bände. 1900.
- mit Heinrich Hovestadt: Handbuch des mathematischen Unterrichts. Teubner, Leipzig. (mehrere Bände)

Aufsätze
- Die Rechnung in den nichteuklidischen Raumformen. In: Crelle Journal. Bd. 89, 1880, S. 265–287.
- Die Mechanik in den nichteuklidischen Raumformen. In: Crelle Journal. Bd. 98, 1885, S. 1–48.
- Die Zusammensetzung der stetigen endlichen Transformationsgruppen. Teil 1. In: Mathematische Annalen. 1888 (Teil 2, Teil 3, Teil 4)
- Bestimmung der größten Untergruppe von endlichen Transformationsgruppen. In: Mathematische Annalen. Bd. 36, 1890.
- Über die Clifford-Kleinschen Raumformen. In: Mathematische Annalen. Bd. 39, 1891.
- Über die Grundlagen der Geometrie. In: Crelle Journal. Bd. 109, 1892.
- Gedanken über die Ausbildung der Gymnasiallehrer. In: Jahresbericht der Deutschen Mathematiker-Vereinigung. 1913.